# 菊地広人
菊地 広人（きくち ひろと、2001年10月5日 - ）は、日本の男子バスケットボール選手である。ポジションはガード。B.LEAGUEのレバンガ北海道所属。

## 来歴
北海道北見市出身。
北見市立小泉中学校卒業後、藤枝明誠高校、大東文化大に進み、大学では、高いハンドリング能力と得点力でチームをけん引し、大学最後の大会となった2023年インカレはベスト8で締めた。
2023年12月、レバンガ北海道に特別指定選手登録される。
2024年4月12日、2024-25シーズンのプロ契約を発表。

## 所属歴
- 藤枝明成高校
- 大東文化大
  - レバンガ北海道（特別指定選手：2023年 - 2024年）
- レバンガ北海道（2024年 - ）